# HMS Exmoor (L08)
«Ексмур» (L08) (англ. HMS Exmoor (L08) — військовий корабель, ескортний міноносець типу «Хант» «II» підтипу Королівського військово-морського флоту Великої Британії за часів Другої світової війни.
«Ексмур» був закладений 7 червня 1940 року на верфі компанії Swan Hunter, Волсенд. 18 жовтня 1941 року увійшов до складу Королівських ВМС Великої Британії.